# Stazione di Moncalieri
La stazione di Moncalieri è una stazione ferroviaria per passeggeri posta lungo le ferrovie Torino-Savona/Genova, al servizio degli abitanti di Revigliasco e Moncalieri.

## Storia
La stazione entrò in servizio il 24 settembre 1848, all'attivazione del tratto Lingotto-Trofarello della linea per Genova.
La stazione fu colpita da due bombardamenti degli Alleati che avevano come obiettivo l'adiacente ponte ferroviario sul Po: il primo, del 27 luglio 1944, danneggiò due fasci di binari e lievemente anche l'edificio della stazione; il secondo, del 2 agosto 1944, colpì in pieno la stazione e portò danni ingentissimi ai fasci dei binari e la completa distruzione del fabbricato passeggeri.
La stazione fu dunque interamente ricostruita nel secondo dopoguerra.

## Interscambi
La stazione è servita dalle linee della rete urbana di pullman, in particolare le linee 39, 45, 45/ e 67 ed il capolinea della linea 43; inoltre nella vicina piazza Caduti per la Libertà, ci sono i capolinea delle linee 80, 82 e 83.

## Infrastrutture
La stazione dispone di 7 binari, ma al momento solo 4 sono utilizzati per il servizio passeggeri. I binari 6 e 7 attualmente non sono alimentati, mentre il 3 è in disuso. L'impianto presenta un fascio binari per i treni merci ma non è attualmente usato.
I binari 1 e 2 sono quelli di corsa della Torino-Genova, mentre i binari 4 e 5 sono quelli di corsa della Torino-Savona e sono anche usati dai convogli dell'SFM.

## Movimento
La stazione è servita dalle linee 1, 4, 6, 7 (per Chieri, Alba, Asti e Fossano) del Servizio ferroviario metropolitano di Torino e nelle fasce orarie di tarda serata e prima mattina  è servita da alcuni regionali Torino-Alessandria e Torino-Cuneo per sopperire alla mancanza delle linee SFM.

## Servizi
Dispone di:
- Biglietteria automatica
- Sala di attesa (al momento chiusa)
- Sottopassaggio
- Fermata bus (piazza Caduti per la Libertà)
- Bar (chiuso il lunedì)
- Annuncio sonoro arrivo e partenza treni